# Lista de palestras memoriais de Edward Said
Desde a morte de Edward Said em 2003, diversas instituições instituíram séries anuais de palestras em sua memória, incluindo a Universidade Columbia, Universidade de Warwick, Universidade de Princeton, Universidade de Adelaide, Universidade Americana do Cairo, London Review of Books, a Barenboim-Said Akademie e o Palestine Center, com notáveis personalidades palestrando, como Daniel Barenboim, Noam Chomsky, Robert Fisk, Marina Warner e Cornel West .

## Universidade Columbia
- 2005 Daniel Barenboim: Wagner, Israel e Palestina[3]
- 2006 Frank Kermode: Vivendo no hífen: Yeats, poeta anglo-irlandês[4]
- 2007 David Bromwich: Imaginação Moral[5]
- 2008 Adonis: Uma leitura e um recital[6]
- 2009 Noam Chomsky: O momento unipolar e a cultura do imperialismo[7]
- 2011 Ahdaf Soueif: Notas da Revolução Egípcia[8]
- 2012 W. J. T. Mitchell: Vendo a loucura: insanidade, mídia e cultura visual[9]
- 2013 Raja Shehadeh: Existe uma linguagem de paz? A Palestina Hoje e a Categorização da Dominação[10]
- 2014 Richard Falk: O futuro palestino depois de Gaza[11]
- 2015 Declan Kiberd: O Futuro do Passado: Renascimento da Irlanda 1891-1922[12]
- 2017 Catherine Hall: Geografias Imaginativas do Atlântico Preto/Branco[13]

## Universidade de Warwick
- 2004 Tim Brennan: A Política da Crença[14]
- 2005 Tariq Ali : Palestina e a consciência liberal ocidental[14]
- 2006 Ahdaf Soueif: O cerne da questão: a Palestina no mundo hoje[14]
- 2007 Gilbert Achcar: Orientalismo ao contrário: tendências pós-1979 no orientalismo francês[14]
- 2008 Declan Kiberd: Edward Said e o cotidiano[14]
- 2010 Eyal Weizman: Política Espacial em Israel e na Palestina[14]
- 2011 Mourid Barghouti
- 2012 Benita Parry: O que resta nos estudos pós-coloniais? [14]
- 2013 Samir Amin: A implosão do sistema contemporâneo: um desafio para as sociedades do Sul[14]
- 2014 Joe Cleary
- 2015 Ilan Pappé
- 2016 Karima Bennoune
- 2017 Rafeef Ziadah

## Universidade de Princeton
- 2004 Mustafa Barghouti: Perspectivas para a Paz: O Papel Vital da Sociedade Civil em Trazer Democracia, Justiça e Prosperidade à Palestina e Israel[15]
- 2005 Judith Butler: Histórias esquecidas do pós-sionismo: universalismo, judaísmo e o messiânico[15]
- 2006 Azmi Bishara: Guerra, Ocupação e Democracia: Estratégia dos EUA no Oriente Médio[15]
- 2007 Tanya Reinhart: O Espírito de Luta[15]
- 2008 Karen AbuZayd: Refugiados da Palestina: Exílio, Isolamento e Perspectivas[16]
- 2009 Amira Hass: Uma ocupação, dois governos: o ataque a Gaza e a ruptura interna palestina[17]
- 2010 Noam Chomsky: "I Am Kinda": Reflexões sobre a Cultura do Imperialismo[18]
- 2012 Mahmood Mamdani: “Colonialismo dos colonos: antes e agora” [19]
- 2014 Richard Falk: "Sobre a situação dos direitos humanos nos territórios palestinos ocupados desde 1967"[20]
- 2015 Tariq Ali, jornalista, autor e cineasta
- 2016 Jaqueline Rose, Professora de Humanidades no Birkbeck Institute for the Humanities em Londres
- 2017 Rashid Khalidi, Edward Said Professor de Estudos Árabes Modernos e presidente do Departamento de História da Universidade de Columbia

## Universidade de Adelaide
- 2005 Robert Fisk[21]
- 2006 Tanya Reinhart: Em memória de Edward Said[22]
- 2007 Ghada Karmi: O dilema de Israel na Palestina: origens e soluções[23]
- 2008 Sara Roy: A União Impossível de Árabes e Judeus: Reflexões sobre Dissidência, Lembrança e Redenção[24]
- 2009 Saree Makdisi: Da ocupação à reconciliação[25]
- 2010 Tariq Ali
- 2011 Noam Chomsky
- 2012 Ilan Pappé
- 2013 Mustafa Barghouthi
- 2014 John Pilger
- 2016 John Dugard

## Universidade Americana no Cairo
- 2005 David Damrosch: A crítica secular encontra o mundo: o desafio da literatura mundial hoje[26]
- 2006 Barbara Harlow: Literatura de resistência revisitada: de Basra a Guantànamo[27]
- 2007 Cornel West: A vocação de um indivíduo democrático[28]
- 2008 Terry Eagleton: Terror e Tragédia[29]
- nl 2009 : Intelectual contrapontístico: Edward Said e a música[28]
- 2010 Judith Butler: "O que faremos sem o exílio?" Edward Said e Mahmoud Darwish Abordando o Futuro
- John Carlos Rowe 2011: "Orientalismo Americano Depois de Edward Said"
- 2012 Michael Wood: Literatura, Cinema e o Gosto do Conhecimento
- 2013 Saree Makdisi: Ocidentalismo: Tornando a Inglaterra Ocidental[30]
- 2014 Marina Warner: Modos de Habitar: Edward Said e o Texto Viajante[31]
- 2015 Lila Abu-Lughod : Seu próprio colonialismo de colonos: imaginando as alternativas da Palestina
- 2016 Souleymane Bachir Diagne : Reflexões sobre Filosofia na África
- 2017 Ussama Makdisi: Anti-Sectarismo no Mundo Árabe Moderno[32]
- 2018 Robert Young: o estilo tardio de Said - uma estética palestina
- 2019 Wadie Edward Said: Edward Said: Ensinamentos, Familiares e Outros
- 2022 (março) Raja Shehadeh: As Peregrinações da Memória: O Caso da Palestina
- 2022 (novembro) Noam Chomsky: Realinhamentos globais e as perspectivas de um mundo habitável

## O Fundo Jerusalém
- 2008 Avi Shlaim e Ali Abunimah: Palestinos e israelenses: dois estados ou um estado? [33]
- 2009 Richard Falk: Imaginando a paz Israel-Palestina: Por que o direito internacional é importante[34]
- 2010 Rashid Khalidi: A Questão Palestina e a Esfera Pública dos EUA[35]
- 2012 Sara Roy: Uma crueldade deliberada: tornando Gaza inviável[36]
- 2013 Najla Said: Procurando pela Palestina[37]
- 2014 Judith Butler[38]
- 2015 Cornel West: O Legado de Edward Said[39]
- 2016 Wadie Said: O rótulo de terrorismo: um exame dos processos criminais americanos[40]
- 2017 David Palumbo-Liu: Literatura, Empatia e Direitos[41]
- 2020 Daphne Muse "As intersecções de nossa resistência e os legados que deixamos às gerações futuras"[42]

## London Review of Books
- 2010 Marina Warner: Máscara Oriental: Ficção e Fantasia no Despertar das Mil e Uma Noites[43]
- 2011 Rashid Khalidi: Dignidade humana em Jerusalém[44]
- 2012 Ahdaf Soueif: Bandeira de Mina: Edward Said e a Revolução Egípcia[45]
- 2013 Noam Chomsky: Violência e Dignidade: Reflexões sobre o Oriente Médio[46]
- 2014 Raja Shehadeh: Existe uma linguagem de paz? [47]
- 2015 Daniel Barenboim: O papel da música na vida[48]
- 2016 Naomi Klein: Deixe-os se afogar - A violência da alteridade em um mundo em aquecimento[49]
- 2017 Mahmood Mamdani: Justiça, não vingança - examinando o conceito de justiça revolucionária[50]
- 2018 Amira Hass: O que pode ser evitado: fantasias e técnicas israelenses de expulsão populacional[51]
- 2019 Wadie Said, Susan M. Akram, Hassan Jabareen e Philippe Sands : A justiça ainda é possível? Palestina, Direito Internacional e Discurso Público[52]
- 2022 Abdulrazak Gurnah[52]
- 2023 Francesca Albanese: Colonialismo dos Colonos de Israel: Lei, Humanidade, Império[53]

## Academia Barenboim-Said
Em 2018, Mena Mark Hanna, reitora da Barenboim-Said Akademie, lançou o Edward W. Said Days, um festival interdisciplinar de três dias que reflete sobre o legado do pensamento de Said. Cada festival é temático e conta com três palestrantes principais, uma exposição artística, filmes e artistas musicais convidados.
- 2018 "On Late Style": Teju Cole, Linda Hutcheon, Raja Shehadeh e o Michelangelo String Quartet.[55]
- 2019 "On Counterpoint": Michael Wood, Adania Shibli, Sa'ed Atshan, The Tallis Scholars e Akinbode Akinbiyi.[56]
- 2020 "Cultura e Poder" (adiado para 2021): Alex Ross, Elizabeth Wilson, Laleh Khalili, Elaine Mitchener, Gilbert Nouno, Michael Wendeberg, Jean Kalman e Abdo Shanan.[57]